# Eoophyla munroei
Eoophyla munroei là một loài bướm đêm trong họ Crambidae.